# ナザレの白モスク
白モスク（アラビア語：المسجد الأبيض、ヘブライ語：המסגד הלבן）はナザレ最古のモスクである。ナザレの古い市場の中心にあるモスク地区（ハーラッジャマア）にある。 その優美なペン型のミナレット、クリーム色の壁、緑色の飾り枠とドームは、ナザレの街中に共通するオスマン様式の建築の良い一例である。

## 歴史と所有者
モスクの建設は、エジプトの統治者スレイマン・パシャにより資金を供出され、18世紀の後半に始まり、ナザレの代官シェイフ・アブドゥッラー・アルファフームにより監督された。モスクは1804年から1808年の間に完成し、シェイフ・アブドゥッラーはワクフの形で信託権を与えられ、1815年の彼の死まで差配をふるった。シェイフ・アブドゥッラーの墓はモスクの中庭にある。
シェイフ・アブドゥッラー・アルファフームの死後、モスクに関する事柄の采配はシェイフ・アミーン・アルファルフームに移った。現在、モスクはアルファルフーム家のワクフであり続けており、またそれはカサノヴァ通りのパシャのハーンを含んでいる。シェイフ・アブドゥッラーの子孫のひとりである、アティフ・アルファルフームにより管理されている。
スレイマン・パシャの前任者であるオスマン帝国の知事ジャッザール・パシャの治世の終わりを記念すべく、シェイフ・アブドゥッラーはモスクに名を付けた。アブドゥッラーは諸宗教の間において清純さ、光、平和が享受される新しい時代を象徴するものとして「白」を選んだ。

## コミュニティーとモスク
通常の日は、100から200名が正午と午後の礼拝に参加する。他方金曜日の集団礼拝には、2000から3000名が参加する。。
モスクはナザレのムスリムコミュニティーに次のように奉仕している。青年男性に宗教クラスを提供し、9歳以上の少年少女400名のスカウト活動をスポンサーしている。モスクはまたナザレの歴史の文書を展示する博物館を内に持っている。